# بلدة كاليدونيا (مقاطعة شياواسي)
كاليدونيا، مقاطعة شياواسي (بالإنجليزية: Caledonia Township, Shiawassee County, Michigan)‏ هي بلدة تقع بولاية ميشيغان في الولايات المتحدة. تبلغ مساحتها 82.3 (كم²)، وترتفع عن سطح البحر 230 م، بلغ عدد سكانها 4427 نسمة في عام تعداد الولايات المتحدة 2000 حسب إحصاء مكتب تعداد الولايات المتحدة وتصل الكثافة السكانية فيها 54 نسمة/كم2.

## وصلات خارجية
- The US50 - Cities and Towns in Michigan State
- Michigan Cities and Towns, Facts, Map, Flag, Colleges, Government, and More